# Міккель Дамсгор
Міккель Дамсгор (дан. Mikkel Damsgaard, нар. 3 липня 2000, Юллінге) — данський футболіст, півзахисник англійського  «Брентфорда» та національної збірної Данії.

## Клубна кар'єра
Народився 3 липня 2000 року в місті Юллінге. Вихованець футбольної школи клубу «Норшелланн». Дорослу футбольну кар'єру розпочав 2017 року в основній команді того ж клубу, в якій провів три сезони, взявши участь у 56 матчах чемпіонату.
6 лютого 2020 року Дамсгор підписав чотирирічний контракт з італійським клубом Серії А «Сампдорія», який вступав в дію з 1 липня 2020 року. Вартість трансферу оцінювалася приблизно в 6,7 млн євро (50 млн данських крон). 20 вересня 2020 року дебютував за «Сампдорію» в грі 1 туру Серії А у виїзній зустрічі проти «Ювентуса» (0:3), вийшовши на заміну на 70-й хвилині замість Мортена Торсбі. 17 жовтня 2020 року забив свій дебютний гол у чемпіонаті в домашньому матчі проти «Лаціо» (3:0), відзначившись на 74-й хвилині і встановивши остаточний рахунок у грі. Протягом сезону 2020/21 був стабільним основним гравцем генуезького клубу, взявши участь у 35 матчах Серії A, проте по ходу наступного сезону вже був гравцем ротації.
10 серпня 2022 року за 15 мільйонів євро перейшов до англійського  «Брентфорда», з яким уклав п'ятирічний контракт.

## Виступи за збірні
2017 року дебютував у складі юнацької збірної Данії (U-18), загалом на юнацькому рівні взяв участь у 8 іграх.
Протягом 2019—2020 років залучався до складу молодіжної збірної Данії. На молодіжному рівні зіграв у 8 офіційних матчах, забив 1 гол.
11 листопада 2020 року дебютував в офіційних іграх у складі національної збірної Данії в товариському матчі проти збірної Швеції (2:0), а вже в наступному матчі за збірну, 28 березня 2021 року проти Молдови (8:0), Дамсгор відзначився дублем.
У травні 2021 року Дамсгор був включений до заявки національної збірної Данії на чемпіонат Європи 2020 року.
Під час півфінального матчу Євро-2020 з Англією Дамсгор став першим футболістом за всю фінальну частину турніру, якому вдалося уразити ворота збірної Англії. Цей гол згодом був номінований на найкращий гол турніру.
| Дата       | Місто      | Господарі         | Результат  | Гості     | Турнір                               | Голи | Примітки |
| ---------- | ---------- | ----------------- | ---------- | --------- | ------------------------------------ | ---- | -------- |
| 11-11-2020 | Бреннбю    | Данія             | 2 – 0      | Швеція    | товариський матч                     | -    |          |
| 28-3-2021  | Гернінг    | Данія             | 8 – 0      | Молдова   | Відбір до ЧС 2022                    | 2    |          |
| 2-6-2021   | Інсбрук    | Німеччина         | 1 – 1      | Данія     | товариський матч                     | -    | 80'      |
| 17-6-2021  | Копенгаген | Данія             | 1 – 2      | Бельгія   | ЧЄ 2020 - 1-й етап                   | -    | 69' 72'  |
| 21-6-2021  | Копенгаген | Росія             | 1 – 4      | Данія     | ЧЄ 2020 - 1-й етап                   | 1    | 72'      |
| 26-6-2021  | Амстердам  | Уельс             | 0 – 4      | Данія     | ЧЄ 2020 - 1/8 фіналу                 | -    | 60'      |
| 3-7-2021   | Баку       | Чехія             | 1 – 2      | Данія     | ЧЄ 2020 - чвертьфінал                | -    | 60'      |
| 7-7-2021   | Лондон     | Англія            | 2 – 1 д.ч. | Данія     | ЧЄ 2020 - півфінал                   | 1    | 67'      |
| 1-9-2021   | Копенгаген | Данія             | 2 – 0      | Шотландія | Відбір до ЧС 2022                    | -    | 90+4'    |
| 4-9-2021   | Торсгавн   | Фарерські острови | 0 – 1      | Данія     | Відбір до ЧС 2022                    | -    | 53'      |
| 7-9-2021   | Копенгаген | Данія             | 5 – 0      | Ізраїль   | Відбір до ЧС 2022                    | -    | 83'      |
| 9-10-2021  | Кишинів    | Молдова           | 0 – 4      | Данія     | Відбір до ЧС 2022                    | -    |          |
| 12-10-2021 | Копенгаген | Данія             | 1 – 0      | Австрія   | Відбір до ЧС 2022                    | -    | 44'      |
| 3-6-2022   | Сен-Дені   | Франція           | 1 – 2      | Данія     | Ліга націй УЄФА 2022-2023 - 1-й етап | -    | 60'      |
| 6-6-2022   | Відень     | Австрія           | 1 – 2      | Данія     | Ліга націй УЄФА 2022-2023 - 1-й етап | -    | 51'      |
| 10-6-2022  | Копенгаген | Данія             | 0 – 1      | Хорватія  | Ліга націй УЄФА 2022-2023 - 1-й етап | -    | 62'      |
| Усього     |            | Матчів            | 16         |           | Голів                                | 4    |          |